# Бодоґан
Бодоґан (англ. Bodorgan, валл. Bodorgan) — село в Сполученому Королівстві Великої Британії та Північної Ірландії, розташоване на півдні острова Англсі, в однойменному графстві Острів Англсі, у князівстві Уельс.

## Галерея

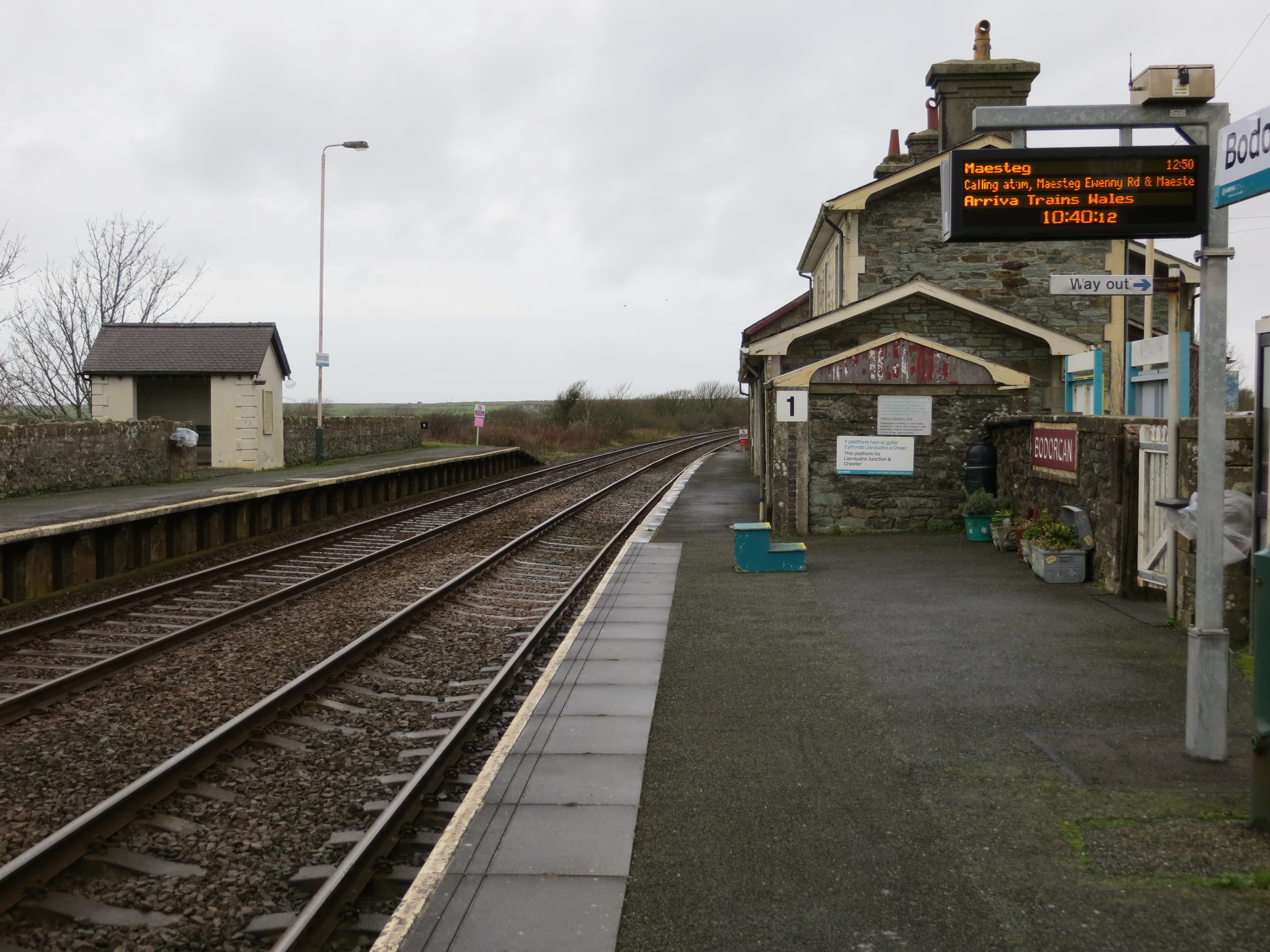
Залізнична станція
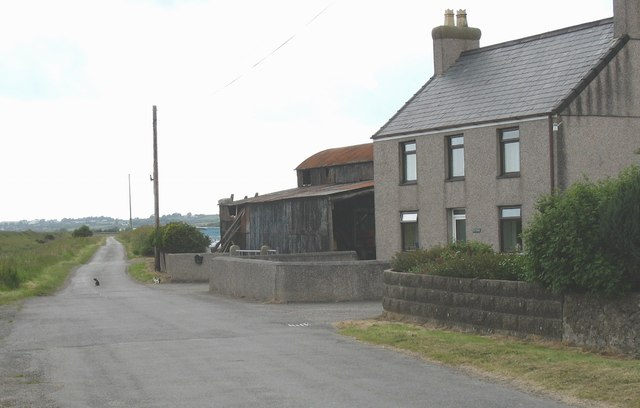
Будинок на фермі «Bont Marquis»
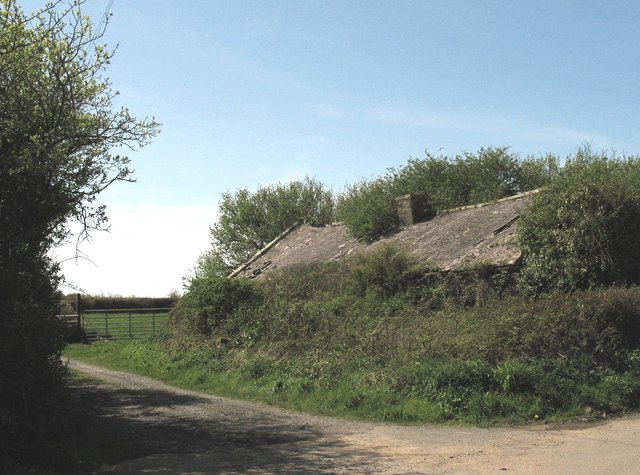
Занедбаний котедж